# Künga Wangchug (Langdün)
Langdün, voluit  Lönchhen Yapshi Langdün Kung, persoonsnaam Künga Wangchug (Langdün (Lhasa), 1902/03 - 13 augustus 1980), was een Tibetaans politicus. Hij behoorde tot de Tibetaanse adel, omdat uit zijn familie een dalai lama was voortgekomen (Yab-shi).

## Familie
Hij was de zoon van de oudste broer van de dertiende dalai lama. Zijn familie was afkomstig uit de regio Dagpo.

## Loopbaan
In 1926 werd hij benoemd tot premier (kalön tripa) van de regering van historisch Tibet, waarmee hij de hoogste politieke positie bereikte in Tibet na de dalai lama of de regent. Ondanks deze positie had hij weinig invloed tijdens het leven van de dalai lama (tot 1933). In april 1939 werd hij ontheven uit zijn officiële taken; hij mocht wel zijn rang houden.

## Reputatie
Hij werd door de Britten gezien als een onwetend bestuurder op veel gebieden, onder meer vanwege het feit dat hij tot 1942 Lhasa nog nooit had verlaten. Ondanks zijn onervarenheid zou hij wel erg populair zijn geweest bij de bevolking van Lhasa. De Britse officier en fotograaf Frederick Williamson ontmoette hem in Lhasa in 1933 en beschreef hem als een nogal leeghoofdige en verwaande jonge man.